# KR Reykjavik (basket-ball)
Le KR Reykjavik est un club islandais de basket-ball basé à Reykjavik. Le club, section du club omnisports du KR Reykjavik appartient à l'élite du championnat islandais.

## Palmarès
- Champion d'Islande : 1965, 1966, 1967, 1968, 1974, 1978, 1979, 1990, 2000, 2007, 2009, 2011, 2014, 2015, 2016, 2017, 2018, 2019
- Vainqueur de la Coupe d'Islande : 1966, 1967, 1970, 1971, 1972, 1973, 1974, 1977, 1979, 1984, 1991, 2011, 2016, 2017

## Joueurs célèbres ou marquants
- Aaron Harper
- Stew Johnson
- Hafthór Júlíus Björnsson